# Monegassisch-osttimoresische Beziehungen
Monaco und Osttimor unterhalten freundschaftliche Beziehungen.

## Geschichte
1979 besuchte Fürstin Gracia Patricia von Monaco Unterkünfte von osttimoresischen Flüchtlingen in Vale do Jamor, am Stadtrand Lissabons. Sie waren vor der indonesischen Besatzung (1975–1999) der ehemaligen portugiesischen Kolonie geflohen. Gracia spendete Mittel für die medizinische Versorgung und Ausbildung der Flüchtlinge. Nach der Unabhängigkeit Osttimors 2002 finanzierte Fürst Albert II. zwei Entbindungskliniken, die Clínica Príncipe Rainier III in Same und die Maternidade Princesa Grace in Passabe und ein Wiederaufforstungsprojekt von Sandelholzbäumen in Lifau. 2008 kam Albert II. 2008 zum Staatsbesuch nach Osttimor. Diplomatische Beziehungen wurden offiziell am 19. Februar 2010 aufgenommen. Der osttimoresische Minister für den Ministerrat Ágio Pereira besuchte Monaco 2014.

## Diplomatie

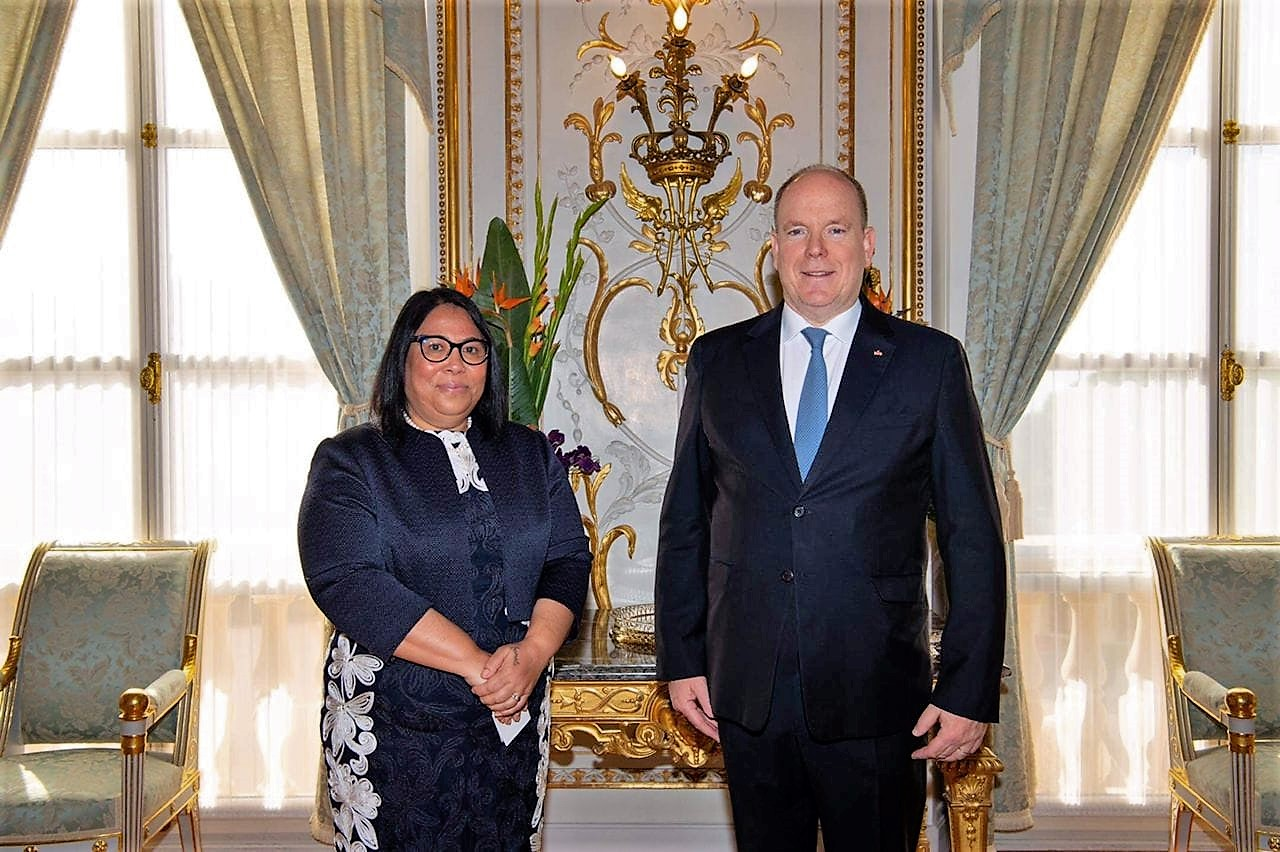
Osttimors Botschafterin Lurdes Maria Bessa und Fürst Albert II. (2022)

Der Botschafter Osttimors in Monaco hat seinen Sitz in Genf und ist gleichzeitig Botschafter in der Schweiz und Ständiger Vertreter am Genfer Sitz der Vereinten Nationen.
Monaco hat derzeit keinen Botschafter in Osttimor.

## Wirtschaft
Für 2018 gibt das Statistische Amt Osttimors Exporte von Osttimor nach Monaco im Wert von 34.000 US-Dollar an. Damit liegt Monaco unter den Zielländern osttimoresischer Exporte auf Platz 21, noch vor Hongkong und Vietnam.

## Einreisebestimmungen
Staatsbürger Osttimors sind von der Visapflicht für die Europäische Union befreit und haben daher über Frankreich freie Einreisemöglichkeiten nach Monaco.